# Classe Tomakomai Maru
La classe Tomakomai Maru era composta da cinque navi traghetto Ro/Ro costruiti in Giappone tra il 1975 e il 1976, tre delle quali hanno fatto servizio per compagnie di navigazione italiane.

## Caratteristiche tecniche
Costruite presso il cantiere Hayashikane Shipbuilding & Engineering di Shimonoseki (Giappone), le prime due unità si differenziavano dalle successive per l'assenza del ponte di carico superiore chiuso, con conseguente maggior carico lineare per autoveicoli (150 metri). Esse furono realizzate rispettivamente nel 1975 e 1976, battezzate Tomakomai Maru e Tokyo Maru e consegnate all'armatore giapponese Nihon Enkai Ferry & Kawasaki Kinkai Kise.
Le restanti navi furono consegnate nel 1976 alla Società Mototraghetti Mediterranea con i nomi di Serenissima Express, Allemagna Express e Anglia Express.
Si trattava di navi a scafo singolo, dalla stazza lorda di 11939 tonnellate (le prime due) e 13972 tonnellate (le tre successive), lunghe 147,62 m. Il motore principale era un Mitsubishi – MAN 16V52-55 4S capace di erogare 11.768 kW che consentiva loro in origine una velocità massima di 22,4 nodi e una velocità di servizio di 19,5 nodi.

## Storia

### Le unità greche
Dopo un primo impiego nei mari nipponici per collegare Tokyo e Tomakomai (sull'isola di Hokkaidō), le due unità della prima fornitura furono cedute, nel 1999, all'armatore Express Sea Trailers di Kostas Agapitos che le trasferì nel Mediterraneo per le proprie rotte ribattezzandole rispettivamente Hellenic Trailer e Navetrailer; le unità entrarono da lì a poco a far parte della divisione cargo di Hellas Ferries.
Un nuovo cambio di proprietario avvenne nel 2007, quando le unità passarono alla Hellenic Seaways con i nomi mutati in Hellenic Trader e Cielo Trader. Quest'ultima unità fu demolita nel 2010, mentre la Hellenic Trader fu demolita nel 2014.

### Le unità italiane
Nel maggio 1975 l'Adriatica di Navigazione aveva rilevato dalla Tirrenia la gestione delle linee merci per il Nord Europa, fino a quel momento coperte con navi da carico convenzionali (Giosuè Borsi, Cagliari e Vallisarco). L'Adriatica intendeva riorganizzarle integrandole con le linee per il Medio Oriente, già gestite in precedenza dalla compagnia, e introducendo l'impiego di unità ro-ro. In attesa della consegna, prevista per il 1979, di tre nuove unità ordinate a questo scopo alla Italcantieri, fu deciso il noleggio di tre traghetti gemelli della classe Tomakomai Maru, di proprietà dell'armatore Russotti. Le unità, battezzate Serenissima Express, Allemagna Express e Anglia Express, entrarono in servizio rispettivamente a maggio, agosto e novembre 1976.
Le cronache dell'epoca riferiscono di una polemica relativa al costo attribuito a tale noleggio, che portò ad un'inchiesta giudiziaria e alla conseguente sostituzione dei vertici di Adriatica e Finmare, coinvolti nella vicenda. Proprio in ragione dell'elevato costo del nolo, nel 1978 fu deciso l'acquisto delle tre unità; la situazione economica complessa della compagnia e il seguente riassetto di rotte e flotta portò al loro spostamento, nel giugno dello stesso anno, dalle rotte per il Nord Europa a quelle per il Mediterraneo Orientale.
Nel 1984 la Anglia Express e la Serenissima Express furono noleggiate alla Si.Tra., venendo destinate al collegamento Genova - Palermo, mentre la Allemagna Express, dopo un periodo di disarmo, fu destinata ai collegamenti per Cipro ed Egitto con partenza nei porti del Tirreno. Nel 1986 la Allemagna Express fu ceduta alla Italia di Navigazione, che la ribattezzò Roro Italia e la destinò al trasporto di trattori e macchine movimento terra dall'Italia agli Stati Uniti. Il servizio fu in seguito sospeso e il 28 aprile 1988 la nave passò alla Tirrenia di Navigazione, prendendo il nome di Sardegna. A dicembre seguirono anche la Serenissima Express e la Anglia Express, che presero rispettivamente il nome di Calabria e Sicilia; le navi furono destinate ai collegamenti con le isole maggiori.
Il 20 luglio 1989 la Sardegna si incagliò al largo delle coste sarde, subendo l'allagamento del locale apparato motore. Scongiurato il rischio di naufragio, la nave fu rimorchiata a Genova, dove fu sottoposta ai necessari lavori di riparazione, durante i quali fu sbarcato e revisionato il motore principale.
A fine 2006 le navi vennero nuovamente cedute, questa volta alla Puglia Navigazione, iscritte nel registro di Bari e ribattezzate Italroro, rispettivamente Two, One e Three; quest'ultima subì anche una modifica consistente nella rimozione della copertura del ponte superiore, che la rese simile alle prime due unità costruite. Il progetto di istituire una rotta Italia-Turchia per le quali furono acquisite non vide però la luce, e le unità furono dunque utilizzate, sempre in regime di noleggio, su altre rotte.
Fra i servizi effettuati si ricordano la rotta Venezia-Corinto già servita dalle prime due unità, la Termini Imerese-Livorno per conto della Navigazione Stretto di Messina, la Palermo-Cagliari con SNAV, la Genova-Rades (Tunisia) per la CoTuNav, la Napoli Cagliari/Olbia (Dimaio Lines) e la più recente Napoli-Cagliari per il trasporto della spazzatura durante l'emergenza rifiuti del 2008.
La compagnia proprietaria versava ormai in forti difficoltà finanziarie e dopo la dichiarazione di fallimento avvenuta nel luglio 2008 le unità vennero fermate e sequestrate:
- la Italroro One finì sotto sequestro a Siracusa;
- la Italroro Two, inviata ad Augusta per alcuni lavori, si vide revocata la certificazione e a fine anno risultava sotto sequestro a Tolone;
- la Italroro Three, in partenza da Genova con un carico misto di camion usati e nuovi destinati a Lagos (Nigeria), venne sequestrata dall'autorità giudiziaria e divenne oggetto delle cronache dell'epoca a causa della decisione dell'equipaggio di rimanere a bordo come forma di protesta nei confronti della compagnia[16].

Tutte le unità furono dunque vendute per demolizione nel 2010.

### Prospetto riassuntivo
| Primo nome          | Numero IMO | Costruzione | Nomi successivi                                                 | Destino           |
| ------------------- | ---------- | ----------- | --------------------------------------------------------------- | ----------------- |
| Tomakomai Maru      | 7419456    | 1975        | Hellenic Trader (2007-2014) Navetrailer (1999-2007)             | Demolita nel 2014 |
| Tokyo Maru          | 7419468    | 1976        | Cielo Trailer (1999-2007) Hellenic Trailer (2007-2010)          | Demolita nel 2010 |
| Serenissima Express | 7517583    | 1976        | Calabria (1990-2006) Italroro Two (2006-2011)                   | Demolita nel 2011 |
| Allemagna Express   | 7517595    | 1976        | RO RO (1986-1988) Sardegna (1988-2006) Italroro One (2006-2011) | Demolita nel 2011 |
| Anglia Express      | 7517600    | 1976        | Sicilia (1990-2007) Italroro Three (2007-2011)                  | Demolita nel 2011 |